# 西UKO
西UKO（にしゆうこ）は、日本の漫画家。

## 経歴
北条KOZ（ほうじょうこず）との漫画同人サークルUKOZ（ゆうこず）のメンバー。４コマを混ぜたGLを描く。
白泉社の漫画雑誌「楽園 Le Paradis」第1号より連載していた。

## 単行本
- 『コレクターズ』1巻 白泉社 (2012/11/30) ISBN 978-4592710479
- 『コレクターズ』2巻 白泉社 (2016/12/22) ISBN 978-4592711117
- 『となりのロボット』秋田書店 (2014/11/14) ISBN 978-4253100557
- 『宝石色の恋 西UKO作品集』白泉社 (2014/7/31) ISBN 978-4592710714